# Deuxième Livre des Rois
Pour les articles homonymes, voir Livre des Rois.
Le Deuxième Livre des Rois est un livre de l'Ancien Testament classé parmi les Livres des Prophètes dans la tradition juive et dans les livres historiques dans le christianisme. Il suit le Premier Livre des Rois, avec lequel il constituait, à l'origine un seul livre. 
Depuis le règne d'Ochozias, roi d'Israël, jusqu'à la chute du royaume de Juda, il présente avec plus ou moins de détails chacun des rois d'Israël et de Juda, deux royaumes condamnés par la justice divine après leur rejet des commandements divins.

## Résumé

### Les royaumes d'Israël et de Juda

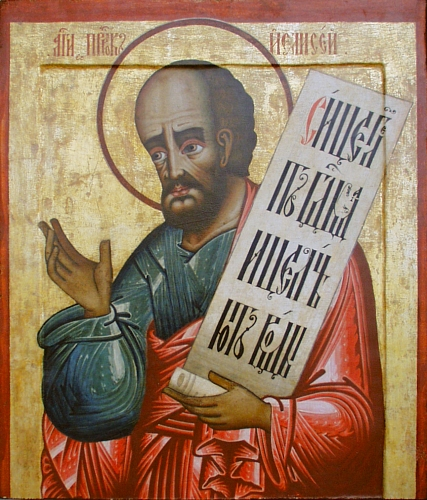
le prophète Élisée (icône russe du XVIIIe siècle)

Dans le Premier Livre des Rois, sont évoquées la mort du roi David, la vie de Salomon, la partition du royaume en deux États : le royaume d'Israël et celui de Juda. La vie des rois des deux royaumes est présentée de façon synchronique mais est coupée par des chapitres consacrés aux prophètes qui viennent avertir les rois que la justice divine s'abattra sur ceux qui ne suivent pas deux commandements essentiels à savoir l'adoration de YHWH, Dieu exclusif, et le respect du Temple de Jérusalem comme seul lieu de culte autorisé. Le deuxième livre continue cette histoire royale et sa condamnation constante des rois d'Israël qui sont coupables d'apostasie et qui ne reconnaissent pas la primauté du Temple de Jérusalem.

#### D'Ochozias à Jéhu
À la fin du Premier Livre est évoquée l'accession au trône d'Israël du roi Ochozias, fils d'Achab. Le Second Livre commence donc avec quelques versets (2R 1,1-18) concernant son règne qui est bref. Il meurt en effet d'une chute mortelle la deuxième année de son règne. Durant celui-ci, il s'était heurté violemment au prophète Élie qui lui reprochait d'adorer Baal-Zebub. À la mort d'Ochozias, son frère Joram le remplace sur le trône. Il n'adore pas Baal mais se comporte comme Jéroboam Ier et encourt ainsi la colère de Yahvé. Élie, quant à lui, quitte la terre emmené sur un chariot de feu. Il est remplacé par le prophète Élisée qui opère de nombreux miracles,. Le chapitre 3 est consacré à la guerre du roi Joram, allié aux rois de Juda et d'Édom, contre le roi Mesha. Bien qu'il remporte la victoire, Joram abandonne sa domination sur le royaume de Moab après que Mesha eut sacrifié son fils aîné. Les chapitres 4 à 6,23 racontent d'autres prodiges opérés par Élisée (résurrection d'un mort, guérison miraculeuse, etc.). À partir de 2R 6,24 le récit se porte sur la lutte de Joram contre Ben Haddad, roi d'Aram-Damas. Le royaume connaît la famine avant qu'un miracle divin chasse les armées d'Aram. Dans le chapitre 8 une autre famine touche Israël pendant sept ans et Élisée annonce à Hazaël qu'il deviendra roi d'Aram et combattra les Hébreux. Après ce récit le reste du chapitre s'intéresse au roi de Juda Joram qui délaisse les commandements divins et suit les voies mauvaises des rois d'Israël, influencé par sa femme, d'origine israélienne,,. Durant son règne Édom parvient à reprendre son indépendance.
Son fils, Ochozias lui succède mais ne règne qu'un an avant d'être assassiné par Jéhu. Celui-ci une fois oint comme roi d'Israël par un prophète disciple d'Élisée part tuer le roi d'Israël, Joram. Après l'avoir abattu il s'en prend à Ochozias qui était venu rendre visite à son parent Joram. Il fait aussi tuer Jézabel, mère de Joram, dont le cadavre est dévoré par les chiens comme le demandait la malédiction d'Élie. Jéhu suit les voies de Yahvé en faisant périr la maison d'Achab, y compris les frères d'Ochozias, roi de Juda, et les sacrificateurs de Baal, cependant il reste condamnable car il suit les voix de Jéroboam Ier en ne reconnaissant pas Jérusalem comme seul temple. C'est aussi à l'époque de ce règne que selon l'auteur commence la punition de Yahvé contre Israël. Cela est marqué par les victoires de Hazaël qui s'empare de plusieurs régions auparavant dominées par Israël.

#### D'Athalie à la fin du royaume de Samarie
Après avoir raconté la mort de Jéhu, le livre retourne dans le royaume de Juda. Dans le chapitre 11 Athalie, mère d'Ochozias, fait assassiner toute la descendance royale pour pouvoir gouverner. Malgré tous ses efforts, un enfant, Joas, lui échappe grâce à la protection de Yehoyada, prêtre de Yahvé. Alors qu'il a sept ans, Joas est porté sur le trône et Athalie est assassinée. Les chapitres 11 à 12 racontent le règne juste de Joas qui lutte contre les adorateurs de Baal. Après avoir régné 40 ans, il est assassiné par des officiers. Auparavant, il avait combattu Hazaèl, roi d'Aram qui victorieux avait exigé une rançon en or payée en livrant les trésors consacrés du temple de Yahvé. Le chapitre 13 revient au royaume d'Israël et au roi Joachaz, fils de Jéhu. Durant ce règne Hazaël et son fils Ben-Hadad III remportent de nombreuses victoires contre Israël. Joachaz règne 17 ans et son fils Joas lui succède. Il parvient à remporter plusieurs victoires contre Ben-Hadad III. C'est durant ce règne que meurt Élisée. Le chapitre 14 traite des règnes d'Amasias, roi de Juda, et de Jéroboam II, roi d'Israël. Le règne d'Amasias est marqué par la guerre qu'il déclare au royaume d'Israël et qu'il perd, vaincu par Joas. Il est assassiné après 29 ans de règne. Son fils Ozias lui succède et reste sur le trône durant 52 ans, soit la plus longue période pour un règne en Juda. Le règne de Jéroboam qui dure 41 ans est présenté succinctement bien qu'il soit marqué par de nombreuses victoires militaires qui permettent à Israël de reprendre des territoires perdus dans les guerres précédentes.
Le chapitre 15 parle de divers rois qui régnèrent en Israël et en Juda. Israël connaît une période d'instabilité politique car les rois se font tuer et remplacer par leurs meurtriers. Zacharie monte sur le trône à la mort de son père Jéroboam mais est assassiné six mois après par Shallum qui règne un mois avant d'être tué par Menahem. Menahem garde la couronne jusqu'à sa mort après 10 ans de règne et son fils Peqahya parvient à la conserver deux ans avant d'être assassiné par son écuyer Peqah qui règne 20 ans. Durant cette période le roi d'Assyrie Teglath-Phalasar III s'empare de plusieurs régions d'Israël et fait déporter plusieurs tribus. Péqah est assassiné par Osée. La fin du chapitre 15 revient au royaume de Juda et au roi Yotam qui doit combattre Raçôn, roi d'Aman et Péqah. Le chapitre 16 est consacré au règne d'Achaz, roi de Juda, fils de Yotam. Alors que ce dernier avait honoré Yahvé, Achaz abandonne le dieu de ses pères et adore les idoles et il est même accusé d'avoir immolé son fils par le feu. Juda est toujours menacé par Raçôn et Péqah aussi Achaz demande l'aide de Teglath-Phalasar qui vainc et tue Raçôn. Achaz paie ce service grâce à l'or et l'argent du temple et du palais royal puis il profane le temple de Yavhé pour construire un autel semblable à celui de Damas où il rencontre Teglath-Phalasar. À sa mort son fils Ézéchias monte sur le trône. Le chapitre 17 rapporte l'anéantissement du royaume d'Israël par les Assyriens sous le règne d'Osée qui pour échapper à la domination assyrienne demande l'aide de l'Égypte. Le roi d'Assyrie Salmanazar V l'apprend et s'empare d'Osée qu'il fait emprisonner. Le royaume d'Israël disparaît, les Hébreux sont déportés dans l'empire et des populations viennent occuper ces territoires. Ces peuples idolâtres adorent ensuite aussi Yahvé et seraient à l'origine des Samaritains. Tout en explquant ces faits, le livre revient sur les méfaits des habitants du royaume de Samarie, leur obstination dans le mal même après leur déportation dans le royaume assyrien et l'impossibilité du pardon divin.

### Le royaume de Juda
Après la chute d'Israël, le récit se consacre exclusivement au royaume de Juda. Les chapitres 18 à 20 racontent la vie juste d'Ézéchias, roi de Juda et du prophète Isaïe. Contrairement à son père, Ézéchias reconnaît seulement Yahvé et détruit toutes les idoles qui profanaient le pays. Il mène par ailleurs une politique étrangère visant à échapper à la domination assyrienne. Menacé par les armées ennemies du roi d'Assyrie Sennachérib, Juda est sauvé par une intervention divine. Ainsi le respect envers Yahvé est récompensé par une victoire contre l'ennemi et l'abandon des règles inspirées par Dieu entraîne un châtiment. 
Ceci explique, selon l'auteur du livre, que l'impiété du roi Manassé, fils d'Ézéchias, soit la cause de la colère divine qui menace Juda. En effet Manassé est présenté dans le chapitre 21 comme le plus abominable des rois. Il honore les idoles, profane le temple en y plaçant des statues et décide du martyre d'Ésaïe. Son fils Amon agit de même jusqu'à son assassinat par des serviteurs après deux ans de règne. Si Manassé, et Amon abandonnent YHWH et adorent des idoles, après eux, Josias, fils d'Amon, montre au contraire qu'il est un roi juste et rétablit la loi divine parmi les Juifs (2R 22-23,30) après la découverte du livre de la loi dans le temple de Jérusalem. De 23,31 à 25,30 l'histoire de Juda se poursuit et les règnes de Joaqim, Joakin et Sédécias, tous coupables d'apostasie, sont évoqués. Cette persistance dans le mal amène le châtiment divin qui se concrétise par la prise de Jérusalem (datée de -586), et l'exil à Babylone qui s'ensuit. Les derniers versets (2R 25,27-30) relatent l'histoire du roi Joachin qui de prisonnier devient un familier du roi babylonien.

## Personnages

### Rois hébreux

#### Rois de Samarie
- Ochozias : fils d'Achab et Jézabel. Il règne pendant deux ans après la mort de son père Achab. Selon certains exégètes c'est durant son règne que le roi de Moab, Mesha, se révolte[22].
- Joram (Israël) : frère d'Ochozias, il lui succède lorsque ce dernier meurt après une chute d'un balcon. Joram s'allie au royaume de Juda pour combattre Mesha. Les rois hébreux remportent la victoire mais, selon le texte biblique, le sacrifice de son fils aîné par Mesha amène les Hébreux à lever le camp. Joram mène d'autres guerres contre les Araméens puis de nouveau contre Moab. Dans les affaires religieuses, Joram comme son frère Ochozias et son père Achab, délaisse Yahvé et se tourne vers les Baal adorés par sa mère Athalie. Un prophète disciple d'Élisée sacre alors Jéhu qui tue Joram et le roi de Juda Ochozias[23]. Cette histoire est toutefois contredite par le texte de la stèle de Tel Dan qui selon une reconstruction montrerait que le roi Hazaël revendiquait la mort des deux rois hébreux[24].
- Jéhu : Dans le texte biblique, il est présenté comme un roi qui adore Yahvé et lutte contre les adeptes de Baal. Pour satisfaire Yahvé, il massacre la famille d'Achab, y compris la famille du roi de Juda Ochozias, et les adorateurs de Baal. Il apparaît comme un bon roi qui jouit de la protection divine qui promet la couronne à ses descendants bien qu'il ne reconnaisse pas l'unicité du temple de Jérusalem. En revanche, son règne est marqué par des défaites militaires qui amputent le royaume de la Transjordanie[25].
- Joachaz : À la mort de son père, Joachaz devient roi d'Israël. Son règne est marqué par des défaites militaires contre le roi d'Aram, Hazaël[26].
- Joas : fils de Joachaz. Il remporte plusieurs victoires contre Ben-Hadad II[24]. Bien qu'il se soumette à Élisée, il ne peut empêcher la vengeance divine qui s'exercera sur Israël[27].
- Jéroboam II : fils de Joas, il succède à ce dernier et règne 41 ans. Cependant, ce long règne est évoqué en quelques versets qui décrivent peu la situation d'Israël à cette époque. Il ressort cependant d'une lecture attentive du texte biblique recoupée par d'autres sources archéologiques ou épigraphiques qu'Israël connaît une période de prospérité. Même si Jéroboam est critiqué pour avoir imité Jéroboam Ier dans le domaine religieux, il lui est accordé d'avoir reconquis le territoire d'Israël perdu précédemment face à Hazaël et son fils Ben Hadad II[28].
- Zacharie : fils de Jéroboam, il est assassiné après six mois de règne par Shallum ce qui met fin à la dynastie issue de Jéhu[27].
- Shallum  : il règne quelques semaines avant d'être assassiné par Menahem[27]
- Menahem : après avoir tué Shallum, il règne dix ans. Son règne est marqué par des combats contre le roi assyrien Teglath-Phalasar III qui finalement parvient à soumettre le roi de Samarie et à lui imposer un tribut[29]
- Peqahya : fils de Menahem, tué par Peqah
- Peqah : assassiné par Osée

#### Rois de Juda

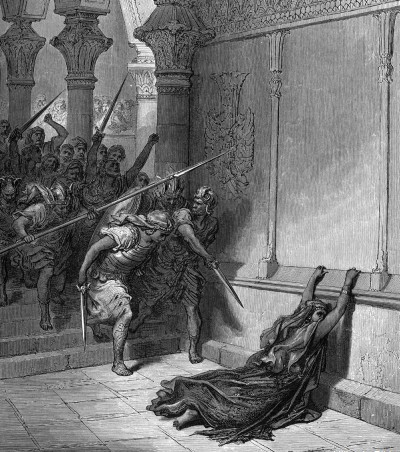
La mort de la reine Athalie

- Joram
- Ochozias
- Athalie
- Joas
- Amasias
- Ozias
- Jotham
- Achaz
- Ézéchias
- Manassé
- Josias
- Joachaz
- Joachim
- Joaquin
- Sédécias

### Prophètes
Plusieurs prophètes interviennent face aux rois pour leur faire suivre les commandements divins : 
- Élie Chapitres 1 et 2. Il ne meurt pas mais est emporté sur un chariot de feu tiré par quatre chevaux[30].
- Élisée 2-9 et 13, 14-21. Il succède à Élie et se heurte au roi de Samarie. Son histoire mêle avertissements au roi et miracles
- Houlda 22,14-20
- Isaïe
- Amos

### Rois d'autres nations
- Hazaël : roi d'Aram-Damas
- Ben-Hadad III : fils d'Hazaël
- Teglath-Phalasar III : roi d'Assyrie
- Salmanazar V : roi d'Assyrie
- Sennachérib : roi d'Assyrie
- Râçon : roi d'Aram-Damas
- Nabuchodonosor II : roi de l'empire néo-babylonien
- Taharqa : roi de Napata et pharaon égypto-nubien de la XXVe dynastie égyptienne (2R, XIX, 9)

## Interprétations
Les derniers chapitres du livre des rois achèvent le texte de l'histoire deutéronomiste si on suit la théorie établie par Martin Noth. Selon ce dernier, l'auteur aurait terminé son récit par la réhabilitation de Joachin parce que c'était le dernier événement dont il aurait eu connaissance. Cela permettrait de fait de dater la fin de la rédaction de cette histoire deutéronomiste en -561. Toutefois, les particularités des derniers versets, 2R 25,27-30, ont amené des auteurs comme Gerhard von Rad ou Erich Zenger à lire dans ceux-ci un espoir messianique. De plus, le sort de Joachin, tel qu'il est décrit, évoque celui de Joseph, le fils de Jacob. Tous deux sont prisonniers en terre étrangère puis s'élèvent en dignité auprès du roi du pays (les mêmes mots sont employés : le roi élève leur tête dans le chapitre 40 de la Genèse pour Joseph, en 2R 25,27 pour Joachin). Cependant, si symboliquement, les ossements de Joseph sont emmenés hors d'Égypte par Moïse pour montrer l'impossibilité pour les Hébreux de rester dans ce pays, Joachin reste à Babylone ce qui signifie l'intégration du peuple juif dans l'empire babylonien.